# Шухарт, Уолтер
Уолтер Эндрю Шухарт (англ. Walter Andrew Shewhart; 18 марта 1891 — 11 марта 1967) — американский учёный и консультант по теории управления качеством.

## Биография
Родился в Нью-Кантоне, штат Иллинойс. Отец Антон Шухарт (Anton Shewhart), мать Эста Барни (Esta Barney Shewhart). Окончил Университет Иллинойса. Получил докторскую степень по физике в Калифорнийском Университете в Беркли (1917). Начал трудовую деятельность инженером в Western Electric Company (1918—1924), а затем работал до пенсии в Bell Telephone Laboratories (1925—1956). Стал первым почетным членом Американского общества качества (ASQ), и по праву считается «Отцом статистического управления качества». Шухарт заложил основы такого подхода к оценке качества, который только в конце XX века стал широко распространяться по всему индустриальному миру. ASQ учредило медаль имени Шухарта, которая вручается за выдающиеся достижения в области контроля качества.

## Научная деятельность
В 1931 году Шухарт опубликовал отчёт об использовании контрольных карт и первую книгу «Экономическое управление качеством промышленной продукции». Особой датой в биографии профессора Ратгерского Университета стал 1939 год. Тогда издали его вторую книгу «Статистический метод с точки зрения контроля качества». В конце десятилетия Шухарт обобщил результаты работ по статистическому методу контроля качества производственно-технологических процессов и обеспечения на этой основе качества изготавливаемой продукции. Уильям Деминг так настойчиво пропагандировал «цикл улучшений Шухарта», что в современном мире эта формула известна как «цикл Деминга». Поэтому точнее было бы использовать определение «цикл улучшений Шухарта-Деминга». Во многом благодаря наработкам Шухарта была реализована статистическая концепция Шесть сигма. Кроме Деминга оказал значительное влияние на американского физика Раймонда Тейера Бёрджа.

### Контрольные карты Шухарта
Контрольная карта — графическое средство принятия решений относительно стабильности или предсказуемости любого процесса, что определяет способы управления соответствующим процессом. Теория контрольных карт различает два вида изменчивости. Первый вид — случайная изменчивость, вызываемая «общими» или «случайными» причинами. Она обусловлена широким набором таких причин, которые присутствуют постоянно, которые нелегко или экономически нецелесообразно в данный момент выявить, и среди которых нет заметно преобладающих. Однако в целом сумма всех этих причин создает то, что можно считать системной изменчивостью (вариабельностью) процесса. Предотвращение или уменьшение влияния обычных причин требует управленческих решений, направленных в первую очередь на изменение системы.
Второй вид изменчивости представляет собой случайные вмешательства в процесс таких причин, какие не свойственны процессу внутренне, не принадлежат системе и могут быть обнаружены и устранены, по крайней мере теоретически. Эти причины принято называть «специальными» или «особыми» причинами вариабельности. К ним, например, могут быть отнесены недостаточная однородность материала, поломка инструмента, ошибки персонала, невыполнение процедур, и т. п.
До тех пор, пока в процессе присутствуют специальные причины вариаций, он, по определению, предложенному Шухартом, является не стабильным, или не управляемым. Поэтому цель контрольных карт — определить, стабилен ли процесс. Если нет, то главная задача — приведение процесса в стабильное состояние, для чего нужно найти коренные причины вмешательства в систему и устранить их. Если в процессе присутствуют только общие причины вариабельности, то он находится в статистически управляемом состоянии.
Важно иметь в виду, что границы контрольных карт Шухарта рассчитываются по данным о самом процессе, не имеют отношения к допускам, и не являются линиями каких-либо вероятностей.

## Основные работы
- Shewhart, Walter Andrew. A study of the accelerated motion of small drops through a viscous medium (англ.). — Press of the New Era Printing Company, 1917. — P. 433.
- Shewhart, Walter Andrew. Economic control of quality of manufactured product (англ.). — D. Van Nostrand Company, 1931. — P. 501. — ISBN 0-87389-076-0.
- Shewhart, Walter Andrew. Statistical method from the viewpoint of quality control (англ.). — Washington, The Graduate School, the Department of Agriculture, 1939. — ISBN 0-486-65232-7.